# Jarbas Vasconcelos
Jarbas de Andrade Vasconcelos GOMM • GOIH (Vicência, 23 de agosto de 1942) é um advogado e político brasileiro, filiado ao Movimento Democrático Brasileiro (MDB). Co-fundador do MDB, governou Pernambuco de 1999 a 2006 e o representou no Senado Federal de 2007 a 2015. Nas eleições de 2014 foi eleito deputado federal para o mandato 2015-2019. Em 2018 foi eleito, novamente, como senador por Pernambuco juntamente com Humberto Costa para o mandato 2019-2026. Porém, em setembro de 2023, renunciou ao mandato de senador e se aposentou da vida pública.

## Primeiros anos e início na vida pública
Filho de Carlindo de Moraes Vasconcelos (c. 1908 - Recife, 17 de novembro de 1978) e Áurea de Andrade Vasconcelos, mudou-se para Recife aos sete anos de idade juntamente com seus pais e oito irmãos.
Na capital deu início à sua vida escolar ingressando na Universidade Católica em 1964, após dois anos servindo ao Exército. Uma vez no ambiente acadêmico abraçou a militância política sendo um dos fundadores do Movimento Democrático Brasileiro (MDB) no qual ingressou em 1966 e dois anos depois receberia o título de bacharel em Direito conciliando a advocacia e a política. Eleito deputado estadual em 1970 e deputado federal mais votado em 1974, preparou um ousado lance com vistas as eleições de 1978, quando foi candidato a senador, disputando a vaga destinada à eleição pelo voto direto (a outra seria preenchida por meio de eleição indireta conforme emenda constitucional vigente) contra dois representantes da ARENA, Nilo Coelho, ("sublegenda um") e Cid Sampaio ("sublegenda dois"). Em uma eleição marcada por denúncias de irregularidades e cuja apuração se estendeu por quase um mês, o TRE divulgou o resultado dando vitória a Nilo Coelho, segundo o critério da sublegenda já que a sua votação e a de Cid Sampaio excediam a de Jarbas Vasconcelos por quase quarenta mil votos, embora o representante da oposição tenha sido o mais votado em termos individuais. O absurdo proporcionado por uma legislação eleitoral tão casuística repercutiu junto à grande imprensa, a ponto de a Folha de S.Paulo estampar em manchete: "Jarbas, o que perdeu mas ganhou". Extinto o bipartidarismo, Jarbas Vasconcelos ingressou no PMDB sendo eleito deputado federal em 1982.
Na eleição de 1982, a primeira direta para governador após o Golpe Militar de 1964, Jarbas Vasconcelos decide apoiar o senador Marcos Freire. Pela primeira vez contraria o ex-governador Miguel Arraes, que gostaria de disputar o pleito como candidato a governador naquele ano. Miguel Arraes tinha sido o último governador eleito diretamente antes do golpe militar de 1964, tendo sido deposto e cassado depois disso, chegara do exílio em 1979 e ainda apresentava um forte legado popular, principalmente entre os trabalhadores rurais.

## Prefeito do Recife
Jarbas Vasconcelos participou ativamente da campanha para as eleições democráticas à presidência da República, as "Diretas Já" em 1984, porém não concordou com as eleições indiretas à presidência, que ocorreu em 1985. No dia das eleições indiretas, não compareceu ao Congresso Nacional, apesar de apoiar o candidato de seu partido, o ex-governador de Minas Gerais Tancredo Neves. Este fato foi explorando intensivamente por seus adversário políticos nas eleições municipais de 1985. Jarbas Vasconcelos foi eleito Prefeito do Recife em 1985, nas primeiras eleições diretas para o cargo desde o fim do Regime Militar de 1964, entretanto seu triunfo foi precedido por um percalço que por pouco não inviabiliza a sua candidatura já que fora derrotado pelo deputado federal Sérgio Murilo na convenção do PMDB e sem espaço na sua legenda buscou abrigo no PSB e formou a "Frente Popular do Recife", uma coligação cujo esteio se baseava tanto em sua figura quanto no apoio da maior parte do PMDB e no apoio de legendas como o PT e o PCdoB. A 26 de novembro de 1987 foi feito Grande-Oficial da Ordem do Infante D. Henrique de Portugal. Vitorioso nas urnas, retornou ao PMDB o mais rápido possível e ocupou a presidência nacional da legenda quando das eleições presidenciais de 1989, logo após findar o seu mandato de prefeito. Militante histórico da legenda, sua ascensão ao posto se deu em razão da candidatura de Ulysses Guimarães ao Palácio do Planalto. Candidato ao governo do estado em 1990, foi derrotado pelo candidato do PFL, Joaquim Francisco, o mesmo que o antecedera na prefeitura e que derrotara seu candidato nas eleições municipais de 1988, quando retornou ao cargo pelo voto popular. Após essa eleição rompe politicamente com Miguel Arraes por discordar de seu posicionamento durante o processo eleitoral. A imprensa local especulou à época que Jarbas Vasconcelos queria Arraes candidato a senador em sua chapa, o que fortaleceria sua candidatura ao governo estadual conquistando os votos dos simpatizantes de Miguel Arraes, que preferiu sair candidato à Câmara dos Deputados, para ampliar o número de parlamentares do PSB, partido ao qual se filiara ao deixar o PMDB. Em 1992, Jarbas Vasconcelos foi eleito para o seu segundo mandato como prefeito do Recife, derrotando nomes como os de Eduardo Campos – o neto e herdeiro político de Miguel Arraes – e André de Paula, o candidato oficial do governador Joaquim Francisco.
Em suas duas gestões como prefeito, Jarbas Vasconcelos incentivou um modelo de gestão com ampla participação da população através do programa "prefeituras nos bairros". Muitos consideram esse programa como a base do orçamento participativo que será implementado em muitos municípios do Brasil nas décadas seguintes.

## Governador de Pernambuco
Com Miguel Arraes de novo em evidência, as alianças políticas de Jarbas Vasconcelos se voltam para seus antigos adversários pefelistas, formando uma coligação partidária entre o PMDB e o PFL, chamada de "União por Pernambuco". A nova coligação o consultar sobre uma possível candidatura ao governo do estado em 1994, porém o mesmo decide permanecer no cargo de prefeito. Nessa eleição a "União por Pernambuco" lança o ex-governador e deputado federal Gustavo Krause que disputou a eleição pelo PFL, que perde a eleição para o ex-governador e deputado federal Miguel Arraes. Ciente quanto a necessidade de alterar os rumos do jogo político apoia a candidatura do também pefelista Roberto Magalhães à sua sucessão na prefeitura e assim mantém uma aliança com o então PFL (hoje DEM) nas eleições para o governo do estado tanto em 1998 (impedindo a reeleição de Arraes) quanto em 2002 (nesse ano chegou a ser cotado como candidato a vice-presidente na chapa de José Serra, convite do qual declinou). 
Admitido à Ordem do Mérito Militar em 1995 pelo presidente Fernando Henrique Cardoso no grau de Comendador especial, Jarbas foi promovido pelo mesmo em 2000 ao grau de Grande-Oficial.
Disputa a reeleição em 2002 vencendo com mais de 60% dos votos. Após sete anos no comando do estado renunciou ao mandato em 31 de março de 2006 para disputar, com sucesso, uma cadeira no Senado Federal. Jarbas Vasconcelos passou o governo para Mendonça Filho que perdeu a reeleição para o então deputado federal Eduardo Campos no segundo turno. Esse fato, bem como a perda da prefeitura do Recife após as eleições do ano 2000 e a reeleição de Luiz Inácio Lula da Silva em outubro de 2006, colocou o grupo político de Jarbas Vasconcelos na oposição aos dirigentes de Recife, do estado de Pernambuco e também em relação à Presidência da República.

## Retorno ao Congresso Nacional
Jarbas Vasconcelos assumiu o cargo de senador por Pernambuco no início de 2007 e se colocou no campo da oposição ao Governo Federal. No mesmo ano, se destacou como uma das principais lideranças políticas no senado, inclusive sendo uma das principais vozes a favor da renúncia ou cassação do mandato do presidente do Senado Renan Calheiros, que se envolveu em várias denúncias de corrupção. Mesmo não tendo tido êxito na tentativa de forçar a renúncia ou cassação do presidente, o movimento em prol pelo afastamento de Renan acabou favorecendo positivamente a imagem de Jarbas Vasconcelos na opinião pública nacional.
No início de 2009, aceitou ser entrevistado pela revista Veja e expressou seu desencantamento com o PMDB e os rumos políticos dados pelo Governo do presidente Lula. A entrevista teve grande repercussão política na imprensa nacional, uma vez que o senador acusava seu próprio partido de fazer parte de práticas de corrupção generalizadas com o governo federal. Esse fato político se confirmou no mesmo ano com as denúncias de corrupção envolvendo o presidente do Senado José Sarney, uma das principais lideranças políticas do PMDB e aliado do presidente Lula.
Em 2010, disputou uma nova eleição para o governo de Pernambuco, mas perdeu a eleição ainda no primeiro turno para o governador Eduardo Campos que tentava a reeleição. Na eleição presidencial apoiou o candidato do PSDB, José Serra, que também perdeu a eleição para a candidata do presidente Lula, Dilma Rousseff.
Em 2012, entretanto, Jarbas reconcilia-se com o governador Eduardo Campos e ajuda a formar a coligação que apoiou o candidato socialista, Geraldo Júlio, à prefeitura de Recife pelo PSB.
Foi eleito deputado federal em 2014, para a 55.ª legislatura (2015-2019). Votou a favor do Processo de impeachment de Dilma Rousseff. Já durante o Governo Michel Temer, votou a favor da PEC do Teto dos Gastos Públicos. Em abril de 2017 foi favorável à Reforma Trabalhista.  Em agosto de 2017 votou a favor do processo em que se pedia abertura de investigação do então presidente Michel Temer.
Nas Eleições estaduais em Pernambuco em 2018, foi eleito Senador da República, retornando ao Senado Federal após 4 anos. 
Em junho de 2019, votou contra o Decreto das Armas do governo, que flexibilizava porte e posse para o cidadão.

## Aposentadoria
Em novembro de 2022, Jarbas Vasconcellos se licenciou do seu mandato no Senado Federal por razões médicas, e com isso, seu primeiro suplente, Fernando Dueire, foi convocado para assumir sua cadeira em 7 de dezembro. Inicialmente, o afastamento de Jarbas iria até março de 2023, mas o senador não retornou ao cargo e acabou renunciando em setembro de 2023. Ele anunciou a sua aposentadoria da vida pública e seu cargo foi entregue ao suplente de maneira efetiva.